# Rue Robert Thoreau
La rue Robert Thoreau (en néerlandais: Robert Thoreaustraat) est une rue bruxelloise de la commune de Woluwe-Saint-Pierre qui va de la rue François Gay à la rue Julien Vermeersch sur une longueur totale de 150 mètres.

## Historique et description
Cette rue concrétise un projet de la famille de Sellier de Moranville et des demoiselles Luig, de créer de nouvelles artères sur leurs terrains, de les lotir à leurs frais et d'en céder ensuite l'assiette à la commune en échange de l'exonération des taxes d'ouverture de voirie. Les négociations des familles avec la commune, entamées vers 1911, semblent conclues par un accord vers 1914. L'aménagement des voiries est exécuté vers 1921 par l'entrepreneur Victor Herman.
Toutes les constructions de la rue voient le jour durant l'entre-deux-guerres, hormis le vaste immeuble à appartements du numéro 11-13-15 (1975). Ce bâti consiste en des maisons mitoyennes teintées d'Art Déco ainsi qu'en des villas isolées, certaines d'inspiration Renaissance.

### Origine du nom
Le nom de la rue vient du soldat Robert Marie Thoreau, né le 11 septembre 1884 à Ixelles, tué le 22 octobre 1914 à Stuivekenskerke lors de la première guerre mondiale. Il était domicilié en la commune de Woluwe-Saint-Pierre.

## Inventaire régional des biens remarquables

Au n° 1, deux originales maisons d'angle d'inspiration Art Déco, se faisant face à l'entrée de la rue Robert Thoreau, dessinées respectivement en 1933 et 1934 par l'architecte Th. Louis Janss [3].
Aux n° 4 et 6, Ensemble de deux maisons dessinées respectivement en 1935 et 1934 par les architectes Pierre Vankerkhoven et Antoine De Smedt [4].
Au n° 16, villa d'inspiration Renaissance flamande, 1922. Présentant à l'origine deux travées à rue, la maison est agrandie, en 1933, d'un volume de deux niveaux à usage de garage. Façade de moellons de pierre bleue, ajourée de baies rectangulaires à piédroits harpés de briques, actuellement peints [5].
Au n° 18, villa traditionaliste d'inspiration baroque, dessinée en 1920 par l'architecte Léon Smets [6].
Aux n° 26-28-30, anciennes dépendances du château situé no 288 avenue de Tervueren. Ces dépendances s'inspirent du classicisme français du XVIIIe siècle [7].